# Lunae Planum
Lunae Planum est une étendue plane élevée (planum) située principalement dans l'hémisphère nord de la planète Mars.
Elle se trouve dans le quadrangle de Lunae Palus, entre le Dôme de Tharsis et les basses terres du nord.